# Evidence-based practice
Evidence-based practice (EBP) is het uitvoeren van een handeling door een beroepsbeoefenaar op zo'n wijze dat de uitvoering is gebaseerd op de best beschikbare informatie over doelmatigheid en doeltreffendheid.
Binnen de geneeskundige en paramedische beroepen is EBP een belangrijke stroming die vaak wordt aangeduid als evidence-based medicine (EBM). In het onderwijs is het principe van EBP sterk in opkomst nadat er methoden en didactieken waren ingevoerd die achteraf niet bleken te werken.
Het evidence-basedpracticemodel vindt als beoordelingsinstrument ook ingang bij overheden en verzekeraars die beroepsmatig handelen economisch willen toetsen.

## Rationalisatie
In de regel worden drie belangrijke informatiebronnen genoemd die EBP kunnen voeden:
- informatie uit het wetenschappelijke domein, meestal in de vorm van collegiaal getoetste artikelen in vakbladen of wetenschappelijke databanken
- ervaring en inzicht van de beroepsbeoefenaar zelf en de kennis van experts in het vakgebied
- informatie en voorkeuren van de gebruiker(s)

Binnen een aantal domeinen kan hier nog een maatschappelijke of normatieve bron aan worden toegevoegd. Voorbeelden zijn ethiek, pedagogiek, politicologie of recht.
Met EBP beogen beroepsbeoefenaren een rationalisatie van hun handelen, maar de term dient niet te worden verward met ‘wetenschappelijk bewijs’ of ‘wetenschappelijk effect’.
Over wat als ‘wetenschappelijk bewijs’ mag gelden bestaat vaak weinig consensus, met name in de menswetenschappen vanwege de methodologische problemen die onderzoek vaak met zich meebrengt. Het meten van ‘effect’ is in de regel erg lastig door het grote aantal mogelijke derde variabelen (‘confounding variables’) die het menselijk handelen beïnvloeden. Daarom probeert evidence-based practice de rationalisatie van het handelen van de beroepsbeoefenaar met gebruikmaking van zo veel mogelijk bronnen te funderen.

## Informatieselectie
EBP mag niet gezien worden als panacee voor beroepsmatig handelen, omdat de drie eerder genoemde bronnen van informatie ieder veel onzekerheden herbergen. Het is verder lastig de waarde van de drie informatiebronnen bij elkaar op te tellen. Welke bron zwaarder weegt is vaak afhankelijk van machtsverhoudingen binnen een professionele sector, maar daarmee niet automatisch ‘evidence-based’.
De beschikbare informatie zelf is vaak uitkomst van een zoekproces. Daarbij kan de grote hoeveelheid informatie die in onze wereld beschikbaar is een probleem vormen, en soms leiden tot selectief winkelen. Voor dit probleem worden tegenwoordig veel meta-analyses en 'systematic reviews' uitgevoerd die proberen alle beschikbare informatie bijeen te brengen en te wegen (zie de sites van de Campbell Collaboration en de Cochrane). Bovendien moet worden erkend dat voor complexe problemen geen eenvoudige standaardoplossingen zijn te vinden. Rationalisatie van handelen kan nooit het enige criterium zijn bij beroepsmatige hulpverlening. Daarnaast is het waarschijnlijk dat de werkzaamheid van evidence-based methoden maar voor een klein deel (misschien 15 %), uit de methode zelf voortkomt en voor meer dan 35 % uit de responsiviteit van de hulpverlener en 40% vanuit de client zelf. De effectgroottes die bovengenoemde meta-analyses laten zien van methoden in het sociale domein zijn meestal dan ook relatief klein.
Ook de informatie van de gebruiker levert vaak geen eenduidig beeld waarop een heldere en eenduidige handelwijze kan worden gebaseerd. Veel waarderingen door gebruikers hangen af van hun verwachtingen vooraf, hun afhankelijkheid van de beroepsbeoefenaar en de wijze waarop in de relatie tussen beroepsbeoefenaar en gebruiker wordt gecommuniceerd.

## Professionele blindheid
De organisatie waarvoor een beroepsbeoefenaar werkt en de daarbij behorende paradigma's beïnvloeden de visie van de hulpverlener op complexe maatschappelijke problemen. Een organisatiecultuur wordt aan nieuwe medewerkers soms doorgegeven als zijnde 'de waarheid' en 'de werkelijkheid'. Wanneer een bepaalde visie dermate overheersend is, of wanneer er binnen een organisatie sterk op productie wordt gestuurd bestaat het risico van het ontstaan van 'foutenculturen' in de organisatie. Voorbeelden zijn de zichzelf bevestigende redenering, het ‘zie je wel’-effect, ‘magisch denken’ in oorzaak-gevolgrelaties, en het selectief zoeken naar steun voor je eigen opvatting (tunnelvisie).
Evidence-based practice kan beroepsbeoefenaars helpen scherp te blijven kijken naar een specifieke situatie om te voorkomen dat ze zich te veel laten leiden door allerlei cultuur bepaalde 'ruis'.

## Practice-based evidence
Als reactie op een dominante EBP stroming in de medische wetenschap is onder meer vanuit de psychiatrie het begrip 'practice-based evidence' (PBE) opgekomen. Binnen PBE, waarbij de ervaring van de beroepsbeoefenaar een belangrijke rol speelt, zijn de context van het beroepsmatig handelen en de professionele autonomie van de beroepsbeoefenaar uitgangspunt van handelen. Beslis- en denkfouten, maar ook het probleem van de professionele 'self-serving bias' (vooroordelen) vormen een valkuil bij de toepassing van dit begrip in de beroepsuitoefening.

## Kritiek
Binnen de methodologie wordt de stelling "absence of evidence is not evidence for absence" gezien als een van de voornaamste argumenten om EBP te bekritiseren. De afwezigheid van bewijs is geen bewijs voor de niet-werkzaamheid van een methode, bijvoorbeeld omdat de methode nog te jong is om zichzelf wetenschappelijk te hebben kunnen bewijzen. De kritiek richting EBP houdt in dat binnen EBP alleen die behandelingen en interventies genoemd worden die dit bewijs al wel hebben geleverd, waardoor nieuwe, mogelijk beter of tevens werkzame methoden niet toegepast worden door hulpverleners simpelweg omdat ze niet genoemd worden in de EBP-handboeken.